# Pyrus amygdaliformis
Pyrus amygdaliformis, el Peral de hojas de almendro es una especie de peral procedente de la zona mediterránea, desde Italia hasta Bulgaria. En Italia está presente en la región meridional y en las islas. En España, está presente en el nordeste de la península, y también puede encontrarse de manera ocasional con finalidad ornamental.

## Descripción
Se encuentra con frecuencia como arbusto de unos 3 metros de altura, pero puede llegar a 10 metros, con 4 metros de circunferencia, como los perales de Pianetti en Gratteri en el Parque de Madonie.
Sus ramas son espinosas de color gris claro. Las hojas son lanceoladas y tienen el borde entero. La floración, muy rica, va de abril a mayo. Las flores blancas están dispuestas en corimbos, con estambres más largos que los estilos. Da como fruto peras pequeñas de sabor muy amargo y astringente.

## Distribución y hábitat
Este peral está difundido por toda la Europa mediterránea. Se puede observar en el Parque de Madonie, en la Reserva natural orientada Bosque de Favara y Bosque Granza, en el parque nacional del Gargano.

## Sinonimia
- Pyrus amygdaliformis var. cuneifolia Diap.
- Pyrus amygdaloides Link
- Pyrus nivalis Lindl.
- Pyrus spinosa Forssk.
- Pyrus parviflora Desf.[5]

## Nombres regionales
En Italia, este peral es conocido como Pero Mandorlini y, además, con diversos nombres regionales: Piròjinara (Calabria), Prazz (Apulia), Prainu (RG/SR/CT) Praniu, Pirainu (Sicilia) y Peruzzo (Toscana).